# Anastase Murekezi
Anastase Murekezi (Nyaruguru, 15 giugno 1952) è un politico ruandese.

## Biografia
Esponente del Partito Socialdemocratico, dal settembre 2014 all'agosto 2017 ha ricoperto la carica di Primo ministro del Ruanda.